# Слабое поле
Слабое поле, также слабый пункт — в шахматах поле, которое не может быть атаковано пешкой. Является одним из ключевых понятий в шахматной стратегии и тактике. Пункт принято называть слабым для игрока, если игрок это поле не может атаковать своей пешкой, в противоположность этому, данный пункт для соперника считается сильным.
Также слабым считается пункт, который хоть и может быть атакован пешкой, но такая атака сопряжена с резким ухудшением позиции.
В более общем смысле — поле, доступное для вторжения фигур соперника. 

## Типичные примеры слабых полей
|   | a | b | c | d | e | f | g | h |   |
| - | --- | --- | --- | --- | --- | --- | --- | --- | - |
| 8 | b8 чёрный король · d8 чёрная ладья · e8 чёрная ладья · a7 чёрная пешка · c7 чёрная пешка · f7 чёрная пешка · h7 чёрная пешка · a6 белый ферзь · b6 чёрная пешка · e6 чёрная пешка · g6 чёрная пешка · h5 чёрный ферзь · e4 белая пешка · g4 чёрный слон · c3 белая пешка · e3 белый слон · g3 белая пешка · a2 белая пешка · b2 белая пешка · f2 белая пешка · g2 белый король · h2 белая пешка · a1 белая ладья · f1 белая ладья | b8 чёрный король · d8 чёрная ладья · e8 чёрная ладья · a7 чёрная пешка · c7 чёрная пешка · f7 чёрная пешка · h7 чёрная пешка · a6 белый ферзь · b6 чёрная пешка · e6 чёрная пешка · g6 чёрная пешка · h5 чёрный ферзь · e4 белая пешка · g4 чёрный слон · c3 белая пешка · e3 белый слон · g3 белая пешка · a2 белая пешка · b2 белая пешка · f2 белая пешка · g2 белый король · h2 белая пешка · a1 белая ладья · f1 белая ладья | b8 чёрный король · d8 чёрная ладья · e8 чёрная ладья · a7 чёрная пешка · c7 чёрная пешка · f7 чёрная пешка · h7 чёрная пешка · a6 белый ферзь · b6 чёрная пешка · e6 чёрная пешка · g6 чёрная пешка · h5 чёрный ферзь · e4 белая пешка · g4 чёрный слон · c3 белая пешка · e3 белый слон · g3 белая пешка · a2 белая пешка · b2 белая пешка · f2 белая пешка · g2 белый король · h2 белая пешка · a1 белая ладья · f1 белая ладья | b8 чёрный король · d8 чёрная ладья · e8 чёрная ладья · a7 чёрная пешка · c7 чёрная пешка · f7 чёрная пешка · h7 чёрная пешка · a6 белый ферзь · b6 чёрная пешка · e6 чёрная пешка · g6 чёрная пешка · h5 чёрный ферзь · e4 белая пешка · g4 чёрный слон · c3 белая пешка · e3 белый слон · g3 белая пешка · a2 белая пешка · b2 белая пешка · f2 белая пешка · g2 белый король · h2 белая пешка · a1 белая ладья · f1 белая ладья | b8 чёрный король · d8 чёрная ладья · e8 чёрная ладья · a7 чёрная пешка · c7 чёрная пешка · f7 чёрная пешка · h7 чёрная пешка · a6 белый ферзь · b6 чёрная пешка · e6 чёрная пешка · g6 чёрная пешка · h5 чёрный ферзь · e4 белая пешка · g4 чёрный слон · c3 белая пешка · e3 белый слон · g3 белая пешка · a2 белая пешка · b2 белая пешка · f2 белая пешка · g2 белый король · h2 белая пешка · a1 белая ладья · f1 белая ладья | b8 чёрный король · d8 чёрная ладья · e8 чёрная ладья · a7 чёрная пешка · c7 чёрная пешка · f7 чёрная пешка · h7 чёрная пешка · a6 белый ферзь · b6 чёрная пешка · e6 чёрная пешка · g6 чёрная пешка · h5 чёрный ферзь · e4 белая пешка · g4 чёрный слон · c3 белая пешка · e3 белый слон · g3 белая пешка · a2 белая пешка · b2 белая пешка · f2 белая пешка · g2 белый король · h2 белая пешка · a1 белая ладья · f1 белая ладья | b8 чёрный король · d8 чёрная ладья · e8 чёрная ладья · a7 чёрная пешка · c7 чёрная пешка · f7 чёрная пешка · h7 чёрная пешка · a6 белый ферзь · b6 чёрная пешка · e6 чёрная пешка · g6 чёрная пешка · h5 чёрный ферзь · e4 белая пешка · g4 чёрный слон · c3 белая пешка · e3 белый слон · g3 белая пешка · a2 белая пешка · b2 белая пешка · f2 белая пешка · g2 белый король · h2 белая пешка · a1 белая ладья · f1 белая ладья | b8 чёрный король · d8 чёрная ладья · e8 чёрная ладья · a7 чёрная пешка · c7 чёрная пешка · f7 чёрная пешка · h7 чёрная пешка · a6 белый ферзь · b6 чёрная пешка · e6 чёрная пешка · g6 чёрная пешка · h5 чёрный ферзь · e4 белая пешка · g4 чёрный слон · c3 белая пешка · e3 белый слон · g3 белая пешка · a2 белая пешка · b2 белая пешка · f2 белая пешка · g2 белый король · h2 белая пешка · a1 белая ладья · f1 белая ладья | 8 |
| 7 | b8 чёрный король · d8 чёрная ладья · e8 чёрная ладья · a7 чёрная пешка · c7 чёрная пешка · f7 чёрная пешка · h7 чёрная пешка · a6 белый ферзь · b6 чёрная пешка · e6 чёрная пешка · g6 чёрная пешка · h5 чёрный ферзь · e4 белая пешка · g4 чёрный слон · c3 белая пешка · e3 белый слон · g3 белая пешка · a2 белая пешка · b2 белая пешка · f2 белая пешка · g2 белый король · h2 белая пешка · a1 белая ладья · f1 белая ладья | b8 чёрный король · d8 чёрная ладья · e8 чёрная ладья · a7 чёрная пешка · c7 чёрная пешка · f7 чёрная пешка · h7 чёрная пешка · a6 белый ферзь · b6 чёрная пешка · e6 чёрная пешка · g6 чёрная пешка · h5 чёрный ферзь · e4 белая пешка · g4 чёрный слон · c3 белая пешка · e3 белый слон · g3 белая пешка · a2 белая пешка · b2 белая пешка · f2 белая пешка · g2 белый король · h2 белая пешка · a1 белая ладья · f1 белая ладья | b8 чёрный король · d8 чёрная ладья · e8 чёрная ладья · a7 чёрная пешка · c7 чёрная пешка · f7 чёрная пешка · h7 чёрная пешка · a6 белый ферзь · b6 чёрная пешка · e6 чёрная пешка · g6 чёрная пешка · h5 чёрный ферзь · e4 белая пешка · g4 чёрный слон · c3 белая пешка · e3 белый слон · g3 белая пешка · a2 белая пешка · b2 белая пешка · f2 белая пешка · g2 белый король · h2 белая пешка · a1 белая ладья · f1 белая ладья | b8 чёрный король · d8 чёрная ладья · e8 чёрная ладья · a7 чёрная пешка · c7 чёрная пешка · f7 чёрная пешка · h7 чёрная пешка · a6 белый ферзь · b6 чёрная пешка · e6 чёрная пешка · g6 чёрная пешка · h5 чёрный ферзь · e4 белая пешка · g4 чёрный слон · c3 белая пешка · e3 белый слон · g3 белая пешка · a2 белая пешка · b2 белая пешка · f2 белая пешка · g2 белый король · h2 белая пешка · a1 белая ладья · f1 белая ладья | b8 чёрный король · d8 чёрная ладья · e8 чёрная ладья · a7 чёрная пешка · c7 чёрная пешка · f7 чёрная пешка · h7 чёрная пешка · a6 белый ферзь · b6 чёрная пешка · e6 чёрная пешка · g6 чёрная пешка · h5 чёрный ферзь · e4 белая пешка · g4 чёрный слон · c3 белая пешка · e3 белый слон · g3 белая пешка · a2 белая пешка · b2 белая пешка · f2 белая пешка · g2 белый король · h2 белая пешка · a1 белая ладья · f1 белая ладья | b8 чёрный король · d8 чёрная ладья · e8 чёрная ладья · a7 чёрная пешка · c7 чёрная пешка · f7 чёрная пешка · h7 чёрная пешка · a6 белый ферзь · b6 чёрная пешка · e6 чёрная пешка · g6 чёрная пешка · h5 чёрный ферзь · e4 белая пешка · g4 чёрный слон · c3 белая пешка · e3 белый слон · g3 белая пешка · a2 белая пешка · b2 белая пешка · f2 белая пешка · g2 белый король · h2 белая пешка · a1 белая ладья · f1 белая ладья | b8 чёрный король · d8 чёрная ладья · e8 чёрная ладья · a7 чёрная пешка · c7 чёрная пешка · f7 чёрная пешка · h7 чёрная пешка · a6 белый ферзь · b6 чёрная пешка · e6 чёрная пешка · g6 чёрная пешка · h5 чёрный ферзь · e4 белая пешка · g4 чёрный слон · c3 белая пешка · e3 белый слон · g3 белая пешка · a2 белая пешка · b2 белая пешка · f2 белая пешка · g2 белый король · h2 белая пешка · a1 белая ладья · f1 белая ладья | b8 чёрный король · d8 чёрная ладья · e8 чёрная ладья · a7 чёрная пешка · c7 чёрная пешка · f7 чёрная пешка · h7 чёрная пешка · a6 белый ферзь · b6 чёрная пешка · e6 чёрная пешка · g6 чёрная пешка · h5 чёрный ферзь · e4 белая пешка · g4 чёрный слон · c3 белая пешка · e3 белый слон · g3 белая пешка · a2 белая пешка · b2 белая пешка · f2 белая пешка · g2 белый король · h2 белая пешка · a1 белая ладья · f1 белая ладья | 7 |
| 6 | b8 чёрный король · d8 чёрная ладья · e8 чёрная ладья · a7 чёрная пешка · c7 чёрная пешка · f7 чёрная пешка · h7 чёрная пешка · a6 белый ферзь · b6 чёрная пешка · e6 чёрная пешка · g6 чёрная пешка · h5 чёрный ферзь · e4 белая пешка · g4 чёрный слон · c3 белая пешка · e3 белый слон · g3 белая пешка · a2 белая пешка · b2 белая пешка · f2 белая пешка · g2 белый король · h2 белая пешка · a1 белая ладья · f1 белая ладья | b8 чёрный король · d8 чёрная ладья · e8 чёрная ладья · a7 чёрная пешка · c7 чёрная пешка · f7 чёрная пешка · h7 чёрная пешка · a6 белый ферзь · b6 чёрная пешка · e6 чёрная пешка · g6 чёрная пешка · h5 чёрный ферзь · e4 белая пешка · g4 чёрный слон · c3 белая пешка · e3 белый слон · g3 белая пешка · a2 белая пешка · b2 белая пешка · f2 белая пешка · g2 белый король · h2 белая пешка · a1 белая ладья · f1 белая ладья | b8 чёрный король · d8 чёрная ладья · e8 чёрная ладья · a7 чёрная пешка · c7 чёрная пешка · f7 чёрная пешка · h7 чёрная пешка · a6 белый ферзь · b6 чёрная пешка · e6 чёрная пешка · g6 чёрная пешка · h5 чёрный ферзь · e4 белая пешка · g4 чёрный слон · c3 белая пешка · e3 белый слон · g3 белая пешка · a2 белая пешка · b2 белая пешка · f2 белая пешка · g2 белый король · h2 белая пешка · a1 белая ладья · f1 белая ладья | b8 чёрный король · d8 чёрная ладья · e8 чёрная ладья · a7 чёрная пешка · c7 чёрная пешка · f7 чёрная пешка · h7 чёрная пешка · a6 белый ферзь · b6 чёрная пешка · e6 чёрная пешка · g6 чёрная пешка · h5 чёрный ферзь · e4 белая пешка · g4 чёрный слон · c3 белая пешка · e3 белый слон · g3 белая пешка · a2 белая пешка · b2 белая пешка · f2 белая пешка · g2 белый король · h2 белая пешка · a1 белая ладья · f1 белая ладья | b8 чёрный король · d8 чёрная ладья · e8 чёрная ладья · a7 чёрная пешка · c7 чёрная пешка · f7 чёрная пешка · h7 чёрная пешка · a6 белый ферзь · b6 чёрная пешка · e6 чёрная пешка · g6 чёрная пешка · h5 чёрный ферзь · e4 белая пешка · g4 чёрный слон · c3 белая пешка · e3 белый слон · g3 белая пешка · a2 белая пешка · b2 белая пешка · f2 белая пешка · g2 белый король · h2 белая пешка · a1 белая ладья · f1 белая ладья | b8 чёрный король · d8 чёрная ладья · e8 чёрная ладья · a7 чёрная пешка · c7 чёрная пешка · f7 чёрная пешка · h7 чёрная пешка · a6 белый ферзь · b6 чёрная пешка · e6 чёрная пешка · g6 чёрная пешка · h5 чёрный ферзь · e4 белая пешка · g4 чёрный слон · c3 белая пешка · e3 белый слон · g3 белая пешка · a2 белая пешка · b2 белая пешка · f2 белая пешка · g2 белый король · h2 белая пешка · a1 белая ладья · f1 белая ладья | b8 чёрный король · d8 чёрная ладья · e8 чёрная ладья · a7 чёрная пешка · c7 чёрная пешка · f7 чёрная пешка · h7 чёрная пешка · a6 белый ферзь · b6 чёрная пешка · e6 чёрная пешка · g6 чёрная пешка · h5 чёрный ферзь · e4 белая пешка · g4 чёрный слон · c3 белая пешка · e3 белый слон · g3 белая пешка · a2 белая пешка · b2 белая пешка · f2 белая пешка · g2 белый король · h2 белая пешка · a1 белая ладья · f1 белая ладья | b8 чёрный король · d8 чёрная ладья · e8 чёрная ладья · a7 чёрная пешка · c7 чёрная пешка · f7 чёрная пешка · h7 чёрная пешка · a6 белый ферзь · b6 чёрная пешка · e6 чёрная пешка · g6 чёрная пешка · h5 чёрный ферзь · e4 белая пешка · g4 чёрный слон · c3 белая пешка · e3 белый слон · g3 белая пешка · a2 белая пешка · b2 белая пешка · f2 белая пешка · g2 белый король · h2 белая пешка · a1 белая ладья · f1 белая ладья | 6 |
| 5 | b8 чёрный король · d8 чёрная ладья · e8 чёрная ладья · a7 чёрная пешка · c7 чёрная пешка · f7 чёрная пешка · h7 чёрная пешка · a6 белый ферзь · b6 чёрная пешка · e6 чёрная пешка · g6 чёрная пешка · h5 чёрный ферзь · e4 белая пешка · g4 чёрный слон · c3 белая пешка · e3 белый слон · g3 белая пешка · a2 белая пешка · b2 белая пешка · f2 белая пешка · g2 белый король · h2 белая пешка · a1 белая ладья · f1 белая ладья | b8 чёрный король · d8 чёрная ладья · e8 чёрная ладья · a7 чёрная пешка · c7 чёрная пешка · f7 чёрная пешка · h7 чёрная пешка · a6 белый ферзь · b6 чёрная пешка · e6 чёрная пешка · g6 чёрная пешка · h5 чёрный ферзь · e4 белая пешка · g4 чёрный слон · c3 белая пешка · e3 белый слон · g3 белая пешка · a2 белая пешка · b2 белая пешка · f2 белая пешка · g2 белый король · h2 белая пешка · a1 белая ладья · f1 белая ладья | b8 чёрный король · d8 чёрная ладья · e8 чёрная ладья · a7 чёрная пешка · c7 чёрная пешка · f7 чёрная пешка · h7 чёрная пешка · a6 белый ферзь · b6 чёрная пешка · e6 чёрная пешка · g6 чёрная пешка · h5 чёрный ферзь · e4 белая пешка · g4 чёрный слон · c3 белая пешка · e3 белый слон · g3 белая пешка · a2 белая пешка · b2 белая пешка · f2 белая пешка · g2 белый король · h2 белая пешка · a1 белая ладья · f1 белая ладья | b8 чёрный король · d8 чёрная ладья · e8 чёрная ладья · a7 чёрная пешка · c7 чёрная пешка · f7 чёрная пешка · h7 чёрная пешка · a6 белый ферзь · b6 чёрная пешка · e6 чёрная пешка · g6 чёрная пешка · h5 чёрный ферзь · e4 белая пешка · g4 чёрный слон · c3 белая пешка · e3 белый слон · g3 белая пешка · a2 белая пешка · b2 белая пешка · f2 белая пешка · g2 белый король · h2 белая пешка · a1 белая ладья · f1 белая ладья | b8 чёрный король · d8 чёрная ладья · e8 чёрная ладья · a7 чёрная пешка · c7 чёрная пешка · f7 чёрная пешка · h7 чёрная пешка · a6 белый ферзь · b6 чёрная пешка · e6 чёрная пешка · g6 чёрная пешка · h5 чёрный ферзь · e4 белая пешка · g4 чёрный слон · c3 белая пешка · e3 белый слон · g3 белая пешка · a2 белая пешка · b2 белая пешка · f2 белая пешка · g2 белый король · h2 белая пешка · a1 белая ладья · f1 белая ладья | b8 чёрный король · d8 чёрная ладья · e8 чёрная ладья · a7 чёрная пешка · c7 чёрная пешка · f7 чёрная пешка · h7 чёрная пешка · a6 белый ферзь · b6 чёрная пешка · e6 чёрная пешка · g6 чёрная пешка · h5 чёрный ферзь · e4 белая пешка · g4 чёрный слон · c3 белая пешка · e3 белый слон · g3 белая пешка · a2 белая пешка · b2 белая пешка · f2 белая пешка · g2 белый король · h2 белая пешка · a1 белая ладья · f1 белая ладья | b8 чёрный король · d8 чёрная ладья · e8 чёрная ладья · a7 чёрная пешка · c7 чёрная пешка · f7 чёрная пешка · h7 чёрная пешка · a6 белый ферзь · b6 чёрная пешка · e6 чёрная пешка · g6 чёрная пешка · h5 чёрный ферзь · e4 белая пешка · g4 чёрный слон · c3 белая пешка · e3 белый слон · g3 белая пешка · a2 белая пешка · b2 белая пешка · f2 белая пешка · g2 белый король · h2 белая пешка · a1 белая ладья · f1 белая ладья | b8 чёрный король · d8 чёрная ладья · e8 чёрная ладья · a7 чёрная пешка · c7 чёрная пешка · f7 чёрная пешка · h7 чёрная пешка · a6 белый ферзь · b6 чёрная пешка · e6 чёрная пешка · g6 чёрная пешка · h5 чёрный ферзь · e4 белая пешка · g4 чёрный слон · c3 белая пешка · e3 белый слон · g3 белая пешка · a2 белая пешка · b2 белая пешка · f2 белая пешка · g2 белый король · h2 белая пешка · a1 белая ладья · f1 белая ладья | 5 |
| 4 | b8 чёрный король · d8 чёрная ладья · e8 чёрная ладья · a7 чёрная пешка · c7 чёрная пешка · f7 чёрная пешка · h7 чёрная пешка · a6 белый ферзь · b6 чёрная пешка · e6 чёрная пешка · g6 чёрная пешка · h5 чёрный ферзь · e4 белая пешка · g4 чёрный слон · c3 белая пешка · e3 белый слон · g3 белая пешка · a2 белая пешка · b2 белая пешка · f2 белая пешка · g2 белый король · h2 белая пешка · a1 белая ладья · f1 белая ладья | b8 чёрный король · d8 чёрная ладья · e8 чёрная ладья · a7 чёрная пешка · c7 чёрная пешка · f7 чёрная пешка · h7 чёрная пешка · a6 белый ферзь · b6 чёрная пешка · e6 чёрная пешка · g6 чёрная пешка · h5 чёрный ферзь · e4 белая пешка · g4 чёрный слон · c3 белая пешка · e3 белый слон · g3 белая пешка · a2 белая пешка · b2 белая пешка · f2 белая пешка · g2 белый король · h2 белая пешка · a1 белая ладья · f1 белая ладья | b8 чёрный король · d8 чёрная ладья · e8 чёрная ладья · a7 чёрная пешка · c7 чёрная пешка · f7 чёрная пешка · h7 чёрная пешка · a6 белый ферзь · b6 чёрная пешка · e6 чёрная пешка · g6 чёрная пешка · h5 чёрный ферзь · e4 белая пешка · g4 чёрный слон · c3 белая пешка · e3 белый слон · g3 белая пешка · a2 белая пешка · b2 белая пешка · f2 белая пешка · g2 белый король · h2 белая пешка · a1 белая ладья · f1 белая ладья | b8 чёрный король · d8 чёрная ладья · e8 чёрная ладья · a7 чёрная пешка · c7 чёрная пешка · f7 чёрная пешка · h7 чёрная пешка · a6 белый ферзь · b6 чёрная пешка · e6 чёрная пешка · g6 чёрная пешка · h5 чёрный ферзь · e4 белая пешка · g4 чёрный слон · c3 белая пешка · e3 белый слон · g3 белая пешка · a2 белая пешка · b2 белая пешка · f2 белая пешка · g2 белый король · h2 белая пешка · a1 белая ладья · f1 белая ладья | b8 чёрный король · d8 чёрная ладья · e8 чёрная ладья · a7 чёрная пешка · c7 чёрная пешка · f7 чёрная пешка · h7 чёрная пешка · a6 белый ферзь · b6 чёрная пешка · e6 чёрная пешка · g6 чёрная пешка · h5 чёрный ферзь · e4 белая пешка · g4 чёрный слон · c3 белая пешка · e3 белый слон · g3 белая пешка · a2 белая пешка · b2 белая пешка · f2 белая пешка · g2 белый король · h2 белая пешка · a1 белая ладья · f1 белая ладья | b8 чёрный король · d8 чёрная ладья · e8 чёрная ладья · a7 чёрная пешка · c7 чёрная пешка · f7 чёрная пешка · h7 чёрная пешка · a6 белый ферзь · b6 чёрная пешка · e6 чёрная пешка · g6 чёрная пешка · h5 чёрный ферзь · e4 белая пешка · g4 чёрный слон · c3 белая пешка · e3 белый слон · g3 белая пешка · a2 белая пешка · b2 белая пешка · f2 белая пешка · g2 белый король · h2 белая пешка · a1 белая ладья · f1 белая ладья | b8 чёрный король · d8 чёрная ладья · e8 чёрная ладья · a7 чёрная пешка · c7 чёрная пешка · f7 чёрная пешка · h7 чёрная пешка · a6 белый ферзь · b6 чёрная пешка · e6 чёрная пешка · g6 чёрная пешка · h5 чёрный ферзь · e4 белая пешка · g4 чёрный слон · c3 белая пешка · e3 белый слон · g3 белая пешка · a2 белая пешка · b2 белая пешка · f2 белая пешка · g2 белый король · h2 белая пешка · a1 белая ладья · f1 белая ладья | b8 чёрный король · d8 чёрная ладья · e8 чёрная ладья · a7 чёрная пешка · c7 чёрная пешка · f7 чёрная пешка · h7 чёрная пешка · a6 белый ферзь · b6 чёрная пешка · e6 чёрная пешка · g6 чёрная пешка · h5 чёрный ферзь · e4 белая пешка · g4 чёрный слон · c3 белая пешка · e3 белый слон · g3 белая пешка · a2 белая пешка · b2 белая пешка · f2 белая пешка · g2 белый король · h2 белая пешка · a1 белая ладья · f1 белая ладья | 4 |
| 3 | b8 чёрный король · d8 чёрная ладья · e8 чёрная ладья · a7 чёрная пешка · c7 чёрная пешка · f7 чёрная пешка · h7 чёрная пешка · a6 белый ферзь · b6 чёрная пешка · e6 чёрная пешка · g6 чёрная пешка · h5 чёрный ферзь · e4 белая пешка · g4 чёрный слон · c3 белая пешка · e3 белый слон · g3 белая пешка · a2 белая пешка · b2 белая пешка · f2 белая пешка · g2 белый король · h2 белая пешка · a1 белая ладья · f1 белая ладья | b8 чёрный король · d8 чёрная ладья · e8 чёрная ладья · a7 чёрная пешка · c7 чёрная пешка · f7 чёрная пешка · h7 чёрная пешка · a6 белый ферзь · b6 чёрная пешка · e6 чёрная пешка · g6 чёрная пешка · h5 чёрный ферзь · e4 белая пешка · g4 чёрный слон · c3 белая пешка · e3 белый слон · g3 белая пешка · a2 белая пешка · b2 белая пешка · f2 белая пешка · g2 белый король · h2 белая пешка · a1 белая ладья · f1 белая ладья | b8 чёрный король · d8 чёрная ладья · e8 чёрная ладья · a7 чёрная пешка · c7 чёрная пешка · f7 чёрная пешка · h7 чёрная пешка · a6 белый ферзь · b6 чёрная пешка · e6 чёрная пешка · g6 чёрная пешка · h5 чёрный ферзь · e4 белая пешка · g4 чёрный слон · c3 белая пешка · e3 белый слон · g3 белая пешка · a2 белая пешка · b2 белая пешка · f2 белая пешка · g2 белый король · h2 белая пешка · a1 белая ладья · f1 белая ладья | b8 чёрный король · d8 чёрная ладья · e8 чёрная ладья · a7 чёрная пешка · c7 чёрная пешка · f7 чёрная пешка · h7 чёрная пешка · a6 белый ферзь · b6 чёрная пешка · e6 чёрная пешка · g6 чёрная пешка · h5 чёрный ферзь · e4 белая пешка · g4 чёрный слон · c3 белая пешка · e3 белый слон · g3 белая пешка · a2 белая пешка · b2 белая пешка · f2 белая пешка · g2 белый король · h2 белая пешка · a1 белая ладья · f1 белая ладья | b8 чёрный король · d8 чёрная ладья · e8 чёрная ладья · a7 чёрная пешка · c7 чёрная пешка · f7 чёрная пешка · h7 чёрная пешка · a6 белый ферзь · b6 чёрная пешка · e6 чёрная пешка · g6 чёрная пешка · h5 чёрный ферзь · e4 белая пешка · g4 чёрный слон · c3 белая пешка · e3 белый слон · g3 белая пешка · a2 белая пешка · b2 белая пешка · f2 белая пешка · g2 белый король · h2 белая пешка · a1 белая ладья · f1 белая ладья | b8 чёрный король · d8 чёрная ладья · e8 чёрная ладья · a7 чёрная пешка · c7 чёрная пешка · f7 чёрная пешка · h7 чёрная пешка · a6 белый ферзь · b6 чёрная пешка · e6 чёрная пешка · g6 чёрная пешка · h5 чёрный ферзь · e4 белая пешка · g4 чёрный слон · c3 белая пешка · e3 белый слон · g3 белая пешка · a2 белая пешка · b2 белая пешка · f2 белая пешка · g2 белый король · h2 белая пешка · a1 белая ладья · f1 белая ладья | b8 чёрный король · d8 чёрная ладья · e8 чёрная ладья · a7 чёрная пешка · c7 чёрная пешка · f7 чёрная пешка · h7 чёрная пешка · a6 белый ферзь · b6 чёрная пешка · e6 чёрная пешка · g6 чёрная пешка · h5 чёрный ферзь · e4 белая пешка · g4 чёрный слон · c3 белая пешка · e3 белый слон · g3 белая пешка · a2 белая пешка · b2 белая пешка · f2 белая пешка · g2 белый король · h2 белая пешка · a1 белая ладья · f1 белая ладья | b8 чёрный король · d8 чёрная ладья · e8 чёрная ладья · a7 чёрная пешка · c7 чёрная пешка · f7 чёрная пешка · h7 чёрная пешка · a6 белый ферзь · b6 чёрная пешка · e6 чёрная пешка · g6 чёрная пешка · h5 чёрный ферзь · e4 белая пешка · g4 чёрный слон · c3 белая пешка · e3 белый слон · g3 белая пешка · a2 белая пешка · b2 белая пешка · f2 белая пешка · g2 белый король · h2 белая пешка · a1 белая ладья · f1 белая ладья | 3 |
| 2 | b8 чёрный король · d8 чёрная ладья · e8 чёрная ладья · a7 чёрная пешка · c7 чёрная пешка · f7 чёрная пешка · h7 чёрная пешка · a6 белый ферзь · b6 чёрная пешка · e6 чёрная пешка · g6 чёрная пешка · h5 чёрный ферзь · e4 белая пешка · g4 чёрный слон · c3 белая пешка · e3 белый слон · g3 белая пешка · a2 белая пешка · b2 белая пешка · f2 белая пешка · g2 белый король · h2 белая пешка · a1 белая ладья · f1 белая ладья | b8 чёрный король · d8 чёрная ладья · e8 чёрная ладья · a7 чёрная пешка · c7 чёрная пешка · f7 чёрная пешка · h7 чёрная пешка · a6 белый ферзь · b6 чёрная пешка · e6 чёрная пешка · g6 чёрная пешка · h5 чёрный ферзь · e4 белая пешка · g4 чёрный слон · c3 белая пешка · e3 белый слон · g3 белая пешка · a2 белая пешка · b2 белая пешка · f2 белая пешка · g2 белый король · h2 белая пешка · a1 белая ладья · f1 белая ладья | b8 чёрный король · d8 чёрная ладья · e8 чёрная ладья · a7 чёрная пешка · c7 чёрная пешка · f7 чёрная пешка · h7 чёрная пешка · a6 белый ферзь · b6 чёрная пешка · e6 чёрная пешка · g6 чёрная пешка · h5 чёрный ферзь · e4 белая пешка · g4 чёрный слон · c3 белая пешка · e3 белый слон · g3 белая пешка · a2 белая пешка · b2 белая пешка · f2 белая пешка · g2 белый король · h2 белая пешка · a1 белая ладья · f1 белая ладья | b8 чёрный король · d8 чёрная ладья · e8 чёрная ладья · a7 чёрная пешка · c7 чёрная пешка · f7 чёрная пешка · h7 чёрная пешка · a6 белый ферзь · b6 чёрная пешка · e6 чёрная пешка · g6 чёрная пешка · h5 чёрный ферзь · e4 белая пешка · g4 чёрный слон · c3 белая пешка · e3 белый слон · g3 белая пешка · a2 белая пешка · b2 белая пешка · f2 белая пешка · g2 белый король · h2 белая пешка · a1 белая ладья · f1 белая ладья | b8 чёрный король · d8 чёрная ладья · e8 чёрная ладья · a7 чёрная пешка · c7 чёрная пешка · f7 чёрная пешка · h7 чёрная пешка · a6 белый ферзь · b6 чёрная пешка · e6 чёрная пешка · g6 чёрная пешка · h5 чёрный ферзь · e4 белая пешка · g4 чёрный слон · c3 белая пешка · e3 белый слон · g3 белая пешка · a2 белая пешка · b2 белая пешка · f2 белая пешка · g2 белый король · h2 белая пешка · a1 белая ладья · f1 белая ладья | b8 чёрный король · d8 чёрная ладья · e8 чёрная ладья · a7 чёрная пешка · c7 чёрная пешка · f7 чёрная пешка · h7 чёрная пешка · a6 белый ферзь · b6 чёрная пешка · e6 чёрная пешка · g6 чёрная пешка · h5 чёрный ферзь · e4 белая пешка · g4 чёрный слон · c3 белая пешка · e3 белый слон · g3 белая пешка · a2 белая пешка · b2 белая пешка · f2 белая пешка · g2 белый король · h2 белая пешка · a1 белая ладья · f1 белая ладья | b8 чёрный король · d8 чёрная ладья · e8 чёрная ладья · a7 чёрная пешка · c7 чёрная пешка · f7 чёрная пешка · h7 чёрная пешка · a6 белый ферзь · b6 чёрная пешка · e6 чёрная пешка · g6 чёрная пешка · h5 чёрный ферзь · e4 белая пешка · g4 чёрный слон · c3 белая пешка · e3 белый слон · g3 белая пешка · a2 белая пешка · b2 белая пешка · f2 белая пешка · g2 белый король · h2 белая пешка · a1 белая ладья · f1 белая ладья | b8 чёрный король · d8 чёрная ладья · e8 чёрная ладья · a7 чёрная пешка · c7 чёрная пешка · f7 чёрная пешка · h7 чёрная пешка · a6 белый ферзь · b6 чёрная пешка · e6 чёрная пешка · g6 чёрная пешка · h5 чёрный ферзь · e4 белая пешка · g4 чёрный слон · c3 белая пешка · e3 белый слон · g3 белая пешка · a2 белая пешка · b2 белая пешка · f2 белая пешка · g2 белый король · h2 белая пешка · a1 белая ладья · f1 белая ладья | 2 |
| 1 | b8 чёрный король · d8 чёрная ладья · e8 чёрная ладья · a7 чёрная пешка · c7 чёрная пешка · f7 чёрная пешка · h7 чёрная пешка · a6 белый ферзь · b6 чёрная пешка · e6 чёрная пешка · g6 чёрная пешка · h5 чёрный ферзь · e4 белая пешка · g4 чёрный слон · c3 белая пешка · e3 белый слон · g3 белая пешка · a2 белая пешка · b2 белая пешка · f2 белая пешка · g2 белый король · h2 белая пешка · a1 белая ладья · f1 белая ладья | b8 чёрный король · d8 чёрная ладья · e8 чёрная ладья · a7 чёрная пешка · c7 чёрная пешка · f7 чёрная пешка · h7 чёрная пешка · a6 белый ферзь · b6 чёрная пешка · e6 чёрная пешка · g6 чёрная пешка · h5 чёрный ферзь · e4 белая пешка · g4 чёрный слон · c3 белая пешка · e3 белый слон · g3 белая пешка · a2 белая пешка · b2 белая пешка · f2 белая пешка · g2 белый король · h2 белая пешка · a1 белая ладья · f1 белая ладья | b8 чёрный король · d8 чёрная ладья · e8 чёрная ладья · a7 чёрная пешка · c7 чёрная пешка · f7 чёрная пешка · h7 чёрная пешка · a6 белый ферзь · b6 чёрная пешка · e6 чёрная пешка · g6 чёрная пешка · h5 чёрный ферзь · e4 белая пешка · g4 чёрный слон · c3 белая пешка · e3 белый слон · g3 белая пешка · a2 белая пешка · b2 белая пешка · f2 белая пешка · g2 белый король · h2 белая пешка · a1 белая ладья · f1 белая ладья | b8 чёрный король · d8 чёрная ладья · e8 чёрная ладья · a7 чёрная пешка · c7 чёрная пешка · f7 чёрная пешка · h7 чёрная пешка · a6 белый ферзь · b6 чёрная пешка · e6 чёрная пешка · g6 чёрная пешка · h5 чёрный ферзь · e4 белая пешка · g4 чёрный слон · c3 белая пешка · e3 белый слон · g3 белая пешка · a2 белая пешка · b2 белая пешка · f2 белая пешка · g2 белый король · h2 белая пешка · a1 белая ладья · f1 белая ладья | b8 чёрный король · d8 чёрная ладья · e8 чёрная ладья · a7 чёрная пешка · c7 чёрная пешка · f7 чёрная пешка · h7 чёрная пешка · a6 белый ферзь · b6 чёрная пешка · e6 чёрная пешка · g6 чёрная пешка · h5 чёрный ферзь · e4 белая пешка · g4 чёрный слон · c3 белая пешка · e3 белый слон · g3 белая пешка · a2 белая пешка · b2 белая пешка · f2 белая пешка · g2 белый король · h2 белая пешка · a1 белая ладья · f1 белая ладья | b8 чёрный король · d8 чёрная ладья · e8 чёрная ладья · a7 чёрная пешка · c7 чёрная пешка · f7 чёрная пешка · h7 чёрная пешка · a6 белый ферзь · b6 чёрная пешка · e6 чёрная пешка · g6 чёрная пешка · h5 чёрный ферзь · e4 белая пешка · g4 чёрный слон · c3 белая пешка · e3 белый слон · g3 белая пешка · a2 белая пешка · b2 белая пешка · f2 белая пешка · g2 белый король · h2 белая пешка · a1 белая ладья · f1 белая ладья | b8 чёрный король · d8 чёрная ладья · e8 чёрная ладья · a7 чёрная пешка · c7 чёрная пешка · f7 чёрная пешка · h7 чёрная пешка · a6 белый ферзь · b6 чёрная пешка · e6 чёрная пешка · g6 чёрная пешка · h5 чёрный ферзь · e4 белая пешка · g4 чёрный слон · c3 белая пешка · e3 белый слон · g3 белая пешка · a2 белая пешка · b2 белая пешка · f2 белая пешка · g2 белый король · h2 белая пешка · a1 белая ладья · f1 белая ладья | b8 чёрный король · d8 чёрная ладья · e8 чёрная ладья · a7 чёрная пешка · c7 чёрная пешка · f7 чёрная пешка · h7 чёрная пешка · a6 белый ферзь · b6 чёрная пешка · e6 чёрная пешка · g6 чёрная пешка · h5 чёрный ферзь · e4 белая пешка · g4 чёрный слон · c3 белая пешка · e3 белый слон · g3 белая пешка · a2 белая пешка · b2 белая пешка · f2 белая пешка · g2 белый король · h2 белая пешка · a1 белая ладья · f1 белая ладья | 1 |
|   | a | b | c | d | e | f | g | h |   |

При фианкеттировании слона на g2 (для белых) или g7 (для чёрных) поля h3 (h6) слегка ослабляются. При сдвигании пешки «e» с начальной позиции ослабляются также поля f3 (f6). При такой пешечной структуре всё бремя защиты слабых полей падает на фианкеттированного слона. Если в дебюте и раннем миттельшпиле, как правило, это проблем не представляет, то в середине игры эти поля крайне часто рассматриваются как объект атаки в случае короткой рокировки. Размен фианкеттированного слона, защищающего эти поля,  — важный стратегический приём — делает слабости ещё заметнее, что во многих случаях может привести к оккупации этих полей фигурами соперника («пешкой-гвоздём» и ферзём, ферзём и слоном либо ферзём и конём)  с матовой атакой. Именно поэтому типичными приёмами игры против фианкеттированных слонов служат выпады слоном на h6 (h3) или перевод слона на большую диагональ с разменом фианкетированного слона.
Поле перед изолированной пешкой также принято считать слабым для стороны, имеющей изолированную пешку. Одним из приёмов игры против изолированной пешки является блокирование её на этом поле фигурой. Лучшим блокером для этой цели считается конь, т.к. он, помимо блокировки, атакует важные поля позади изолированной пешки.
В принятом волжском гамбите нередко поле c4 становится слабым для чёрных. Установка туда коня в ряде вариантов выгодна белым.

## Значение в игре
|   | a | b | c | d | e | f | g | h |   |
| - | --- | --- | --- | --- | --- | --- | --- | --- | - |
| 8 | b8 чёрный король · f7 чёрная пешка · h7 чёрная пешка · b6 белая пешка · g6 чёрная пешка · a5 белый король · g4 белая пешка | b8 чёрный король · f7 чёрная пешка · h7 чёрная пешка · b6 белая пешка · g6 чёрная пешка · a5 белый король · g4 белая пешка | b8 чёрный король · f7 чёрная пешка · h7 чёрная пешка · b6 белая пешка · g6 чёрная пешка · a5 белый король · g4 белая пешка | b8 чёрный король · f7 чёрная пешка · h7 чёрная пешка · b6 белая пешка · g6 чёрная пешка · a5 белый король · g4 белая пешка | b8 чёрный король · f7 чёрная пешка · h7 чёрная пешка · b6 белая пешка · g6 чёрная пешка · a5 белый король · g4 белая пешка | b8 чёрный король · f7 чёрная пешка · h7 чёрная пешка · b6 белая пешка · g6 чёрная пешка · a5 белый король · g4 белая пешка | b8 чёрный король · f7 чёрная пешка · h7 чёрная пешка · b6 белая пешка · g6 чёрная пешка · a5 белый король · g4 белая пешка | b8 чёрный король · f7 чёрная пешка · h7 чёрная пешка · b6 белая пешка · g6 чёрная пешка · a5 белый король · g4 белая пешка | 8 |
| 7 | b8 чёрный король · f7 чёрная пешка · h7 чёрная пешка · b6 белая пешка · g6 чёрная пешка · a5 белый король · g4 белая пешка | b8 чёрный король · f7 чёрная пешка · h7 чёрная пешка · b6 белая пешка · g6 чёрная пешка · a5 белый король · g4 белая пешка | b8 чёрный король · f7 чёрная пешка · h7 чёрная пешка · b6 белая пешка · g6 чёрная пешка · a5 белый король · g4 белая пешка | b8 чёрный король · f7 чёрная пешка · h7 чёрная пешка · b6 белая пешка · g6 чёрная пешка · a5 белый король · g4 белая пешка | b8 чёрный король · f7 чёрная пешка · h7 чёрная пешка · b6 белая пешка · g6 чёрная пешка · a5 белый король · g4 белая пешка | b8 чёрный король · f7 чёрная пешка · h7 чёрная пешка · b6 белая пешка · g6 чёрная пешка · a5 белый король · g4 белая пешка | b8 чёрный король · f7 чёрная пешка · h7 чёрная пешка · b6 белая пешка · g6 чёрная пешка · a5 белый король · g4 белая пешка | b8 чёрный король · f7 чёрная пешка · h7 чёрная пешка · b6 белая пешка · g6 чёрная пешка · a5 белый король · g4 белая пешка | 7 |
| 6 | b8 чёрный король · f7 чёрная пешка · h7 чёрная пешка · b6 белая пешка · g6 чёрная пешка · a5 белый король · g4 белая пешка | b8 чёрный король · f7 чёрная пешка · h7 чёрная пешка · b6 белая пешка · g6 чёрная пешка · a5 белый король · g4 белая пешка | b8 чёрный король · f7 чёрная пешка · h7 чёрная пешка · b6 белая пешка · g6 чёрная пешка · a5 белый король · g4 белая пешка | b8 чёрный король · f7 чёрная пешка · h7 чёрная пешка · b6 белая пешка · g6 чёрная пешка · a5 белый король · g4 белая пешка | b8 чёрный король · f7 чёрная пешка · h7 чёрная пешка · b6 белая пешка · g6 чёрная пешка · a5 белый король · g4 белая пешка | b8 чёрный король · f7 чёрная пешка · h7 чёрная пешка · b6 белая пешка · g6 чёрная пешка · a5 белый король · g4 белая пешка | b8 чёрный король · f7 чёрная пешка · h7 чёрная пешка · b6 белая пешка · g6 чёрная пешка · a5 белый король · g4 белая пешка | b8 чёрный король · f7 чёрная пешка · h7 чёрная пешка · b6 белая пешка · g6 чёрная пешка · a5 белый король · g4 белая пешка | 6 |
| 5 | b8 чёрный король · f7 чёрная пешка · h7 чёрная пешка · b6 белая пешка · g6 чёрная пешка · a5 белый король · g4 белая пешка | b8 чёрный король · f7 чёрная пешка · h7 чёрная пешка · b6 белая пешка · g6 чёрная пешка · a5 белый король · g4 белая пешка | b8 чёрный король · f7 чёрная пешка · h7 чёрная пешка · b6 белая пешка · g6 чёрная пешка · a5 белый король · g4 белая пешка | b8 чёрный король · f7 чёрная пешка · h7 чёрная пешка · b6 белая пешка · g6 чёрная пешка · a5 белый король · g4 белая пешка | b8 чёрный король · f7 чёрная пешка · h7 чёрная пешка · b6 белая пешка · g6 чёрная пешка · a5 белый король · g4 белая пешка | b8 чёрный король · f7 чёрная пешка · h7 чёрная пешка · b6 белая пешка · g6 чёрная пешка · a5 белый король · g4 белая пешка | b8 чёрный король · f7 чёрная пешка · h7 чёрная пешка · b6 белая пешка · g6 чёрная пешка · a5 белый король · g4 белая пешка | b8 чёрный король · f7 чёрная пешка · h7 чёрная пешка · b6 белая пешка · g6 чёрная пешка · a5 белый король · g4 белая пешка | 5 |
| 4 | b8 чёрный король · f7 чёрная пешка · h7 чёрная пешка · b6 белая пешка · g6 чёрная пешка · a5 белый король · g4 белая пешка | b8 чёрный король · f7 чёрная пешка · h7 чёрная пешка · b6 белая пешка · g6 чёрная пешка · a5 белый король · g4 белая пешка | b8 чёрный король · f7 чёрная пешка · h7 чёрная пешка · b6 белая пешка · g6 чёрная пешка · a5 белый король · g4 белая пешка | b8 чёрный король · f7 чёрная пешка · h7 чёрная пешка · b6 белая пешка · g6 чёрная пешка · a5 белый король · g4 белая пешка | b8 чёрный король · f7 чёрная пешка · h7 чёрная пешка · b6 белая пешка · g6 чёрная пешка · a5 белый король · g4 белая пешка | b8 чёрный король · f7 чёрная пешка · h7 чёрная пешка · b6 белая пешка · g6 чёрная пешка · a5 белый король · g4 белая пешка | b8 чёрный король · f7 чёрная пешка · h7 чёрная пешка · b6 белая пешка · g6 чёрная пешка · a5 белый король · g4 белая пешка | b8 чёрный король · f7 чёрная пешка · h7 чёрная пешка · b6 белая пешка · g6 чёрная пешка · a5 белый король · g4 белая пешка | 4 |
| 3 | b8 чёрный король · f7 чёрная пешка · h7 чёрная пешка · b6 белая пешка · g6 чёрная пешка · a5 белый король · g4 белая пешка | b8 чёрный король · f7 чёрная пешка · h7 чёрная пешка · b6 белая пешка · g6 чёрная пешка · a5 белый король · g4 белая пешка | b8 чёрный король · f7 чёрная пешка · h7 чёрная пешка · b6 белая пешка · g6 чёрная пешка · a5 белый король · g4 белая пешка | b8 чёрный король · f7 чёрная пешка · h7 чёрная пешка · b6 белая пешка · g6 чёрная пешка · a5 белый король · g4 белая пешка | b8 чёрный король · f7 чёрная пешка · h7 чёрная пешка · b6 белая пешка · g6 чёрная пешка · a5 белый король · g4 белая пешка | b8 чёрный король · f7 чёрная пешка · h7 чёрная пешка · b6 белая пешка · g6 чёрная пешка · a5 белый король · g4 белая пешка | b8 чёрный король · f7 чёрная пешка · h7 чёрная пешка · b6 белая пешка · g6 чёрная пешка · a5 белый король · g4 белая пешка | b8 чёрный король · f7 чёрная пешка · h7 чёрная пешка · b6 белая пешка · g6 чёрная пешка · a5 белый король · g4 белая пешка | 3 |
| 2 | b8 чёрный король · f7 чёрная пешка · h7 чёрная пешка · b6 белая пешка · g6 чёрная пешка · a5 белый король · g4 белая пешка | b8 чёрный король · f7 чёрная пешка · h7 чёрная пешка · b6 белая пешка · g6 чёрная пешка · a5 белый король · g4 белая пешка | b8 чёрный король · f7 чёрная пешка · h7 чёрная пешка · b6 белая пешка · g6 чёрная пешка · a5 белый король · g4 белая пешка | b8 чёрный король · f7 чёрная пешка · h7 чёрная пешка · b6 белая пешка · g6 чёрная пешка · a5 белый король · g4 белая пешка | b8 чёрный король · f7 чёрная пешка · h7 чёрная пешка · b6 белая пешка · g6 чёрная пешка · a5 белый король · g4 белая пешка | b8 чёрный король · f7 чёрная пешка · h7 чёрная пешка · b6 белая пешка · g6 чёрная пешка · a5 белый король · g4 белая пешка | b8 чёрный король · f7 чёрная пешка · h7 чёрная пешка · b6 белая пешка · g6 чёрная пешка · a5 белый король · g4 белая пешка | b8 чёрный король · f7 чёрная пешка · h7 чёрная пешка · b6 белая пешка · g6 чёрная пешка · a5 белый король · g4 белая пешка | 2 |
| 1 | b8 чёрный король · f7 чёрная пешка · h7 чёрная пешка · b6 белая пешка · g6 чёрная пешка · a5 белый король · g4 белая пешка | b8 чёрный король · f7 чёрная пешка · h7 чёрная пешка · b6 белая пешка · g6 чёрная пешка · a5 белый король · g4 белая пешка | b8 чёрный король · f7 чёрная пешка · h7 чёрная пешка · b6 белая пешка · g6 чёрная пешка · a5 белый король · g4 белая пешка | b8 чёрный король · f7 чёрная пешка · h7 чёрная пешка · b6 белая пешка · g6 чёрная пешка · a5 белый король · g4 белая пешка | b8 чёрный король · f7 чёрная пешка · h7 чёрная пешка · b6 белая пешка · g6 чёрная пешка · a5 белый король · g4 белая пешка | b8 чёрный король · f7 чёрная пешка · h7 чёрная пешка · b6 белая пешка · g6 чёрная пешка · a5 белый король · g4 белая пешка | b8 чёрный король · f7 чёрная пешка · h7 чёрная пешка · b6 белая пешка · g6 чёрная пешка · a5 белый король · g4 белая пешка | b8 чёрный король · f7 чёрная пешка · h7 чёрная пешка · b6 белая пешка · g6 чёрная пешка · a5 белый король · g4 белая пешка | 1 |
|   | a | b | c | d | e | f | g | h |   |

Слабый пункт, как правило, является удобной мишенью для атаки соперника, и иметь его невыгодно. На данное поле соперник может поставить свою фигуру, которая, будучи неуязвимой или труднодосягаемой, может обеспечивать преимущество сопернику на данном участке доски, как-то: преимущество в пространстве, стеснение позиции, торможение развития фигур игрока. Фигуру в лагере соперника на его слабом поле, защищенную пешкой, принято называть форпостом. Фигура на форпосте, помимо вышеупомянутых причин, может иметь еще одно достоинство — её размен часто сопряжен с риском получения соперником далеко продвинутой пешки.
В эндшпиле, с уменьшением количества фигур и пешек, значение слабого поля может вырасти настолько, что приобретает решающее значение. Особенно это заметно в коневых, пешечных и отчасти в ладейных эндшпилях. К примеру, в пешечном эндшпиле при следующей пешечной конфигурации на ферзевом фланге: белые — п.a4, черные — пп. a6, b7, в отсутствие пешки c7 у черных поле b6 является слабым. Ходом 1. a4-a5 белые могут «зафиксировать» эту слабость, после чего одна белая пешка успешно сдерживает две черные — ход 1...b7-b5 невыгоден из-за взятия на проходе 2. a5:b6. Слабые поля нередко сопутствуют отсталым пешкам.
В позиции на диаграмме у черных лишняя пешка, однако поля f6 и h6 слабы. Этот фактор становится решающим: 1. g5! Теперь одна пешка g5 удерживает три пешки черных на королевском фланге. Черные беспомощны: 1...Крb7 2. Крb5 Крb8 3. Крс6 Крс8 4.b7+ Крb8 5. Крb6. Черные вынуждены пойти одной из пешек, что после взятия на проходе приводит к мату.

## Слабость группы пунктов
Известны случаи, когда в результате размена слона группа полей цвета разменянного слона сразу становится слабой. Это обычно считается резким ухудшением позиции. Классический способ игры против слабости группы полей продемонстрировал, к примеру, Левенфиш против Алаторцева в 1937 г. на чемпионате СССР в Тбилиси (см. диаграмму)
|   | a | b | c | d | e | f | g | h |   |
| - | --- | --- | --- | --- | --- | --- | --- | --- | - |
| 8 | a8 чёрная ладья · c8 чёрный слон · d8 чёрный ферзь · f8 чёрная ладья · g8 чёрный король · a7 чёрная пешка · b7 чёрная пешка · c7 чёрная пешка · d7 чёрный конь · e7 чёрный конь · g7 чёрная пешка · h7 чёрная пешка · d6 чёрная пешка · d5 белая пешка · c4 белая пешка · e4 белая пешка · f4 чёрная пешка · d3 белый конь · f3 белый конь · a2 белая пешка · b2 белая пешка · f2 белая пешка · g2 белый слон · h2 белая пешка · a1 белая ладья · d1 белый ферзь · f1 белая ладья · g1 белый король | a8 чёрная ладья · c8 чёрный слон · d8 чёрный ферзь · f8 чёрная ладья · g8 чёрный король · a7 чёрная пешка · b7 чёрная пешка · c7 чёрная пешка · d7 чёрный конь · e7 чёрный конь · g7 чёрная пешка · h7 чёрная пешка · d6 чёрная пешка · d5 белая пешка · c4 белая пешка · e4 белая пешка · f4 чёрная пешка · d3 белый конь · f3 белый конь · a2 белая пешка · b2 белая пешка · f2 белая пешка · g2 белый слон · h2 белая пешка · a1 белая ладья · d1 белый ферзь · f1 белая ладья · g1 белый король | a8 чёрная ладья · c8 чёрный слон · d8 чёрный ферзь · f8 чёрная ладья · g8 чёрный король · a7 чёрная пешка · b7 чёрная пешка · c7 чёрная пешка · d7 чёрный конь · e7 чёрный конь · g7 чёрная пешка · h7 чёрная пешка · d6 чёрная пешка · d5 белая пешка · c4 белая пешка · e4 белая пешка · f4 чёрная пешка · d3 белый конь · f3 белый конь · a2 белая пешка · b2 белая пешка · f2 белая пешка · g2 белый слон · h2 белая пешка · a1 белая ладья · d1 белый ферзь · f1 белая ладья · g1 белый король | a8 чёрная ладья · c8 чёрный слон · d8 чёрный ферзь · f8 чёрная ладья · g8 чёрный король · a7 чёрная пешка · b7 чёрная пешка · c7 чёрная пешка · d7 чёрный конь · e7 чёрный конь · g7 чёрная пешка · h7 чёрная пешка · d6 чёрная пешка · d5 белая пешка · c4 белая пешка · e4 белая пешка · f4 чёрная пешка · d3 белый конь · f3 белый конь · a2 белая пешка · b2 белая пешка · f2 белая пешка · g2 белый слон · h2 белая пешка · a1 белая ладья · d1 белый ферзь · f1 белая ладья · g1 белый король | a8 чёрная ладья · c8 чёрный слон · d8 чёрный ферзь · f8 чёрная ладья · g8 чёрный король · a7 чёрная пешка · b7 чёрная пешка · c7 чёрная пешка · d7 чёрный конь · e7 чёрный конь · g7 чёрная пешка · h7 чёрная пешка · d6 чёрная пешка · d5 белая пешка · c4 белая пешка · e4 белая пешка · f4 чёрная пешка · d3 белый конь · f3 белый конь · a2 белая пешка · b2 белая пешка · f2 белая пешка · g2 белый слон · h2 белая пешка · a1 белая ладья · d1 белый ферзь · f1 белая ладья · g1 белый король | a8 чёрная ладья · c8 чёрный слон · d8 чёрный ферзь · f8 чёрная ладья · g8 чёрный король · a7 чёрная пешка · b7 чёрная пешка · c7 чёрная пешка · d7 чёрный конь · e7 чёрный конь · g7 чёрная пешка · h7 чёрная пешка · d6 чёрная пешка · d5 белая пешка · c4 белая пешка · e4 белая пешка · f4 чёрная пешка · d3 белый конь · f3 белый конь · a2 белая пешка · b2 белая пешка · f2 белая пешка · g2 белый слон · h2 белая пешка · a1 белая ладья · d1 белый ферзь · f1 белая ладья · g1 белый король | a8 чёрная ладья · c8 чёрный слон · d8 чёрный ферзь · f8 чёрная ладья · g8 чёрный король · a7 чёрная пешка · b7 чёрная пешка · c7 чёрная пешка · d7 чёрный конь · e7 чёрный конь · g7 чёрная пешка · h7 чёрная пешка · d6 чёрная пешка · d5 белая пешка · c4 белая пешка · e4 белая пешка · f4 чёрная пешка · d3 белый конь · f3 белый конь · a2 белая пешка · b2 белая пешка · f2 белая пешка · g2 белый слон · h2 белая пешка · a1 белая ладья · d1 белый ферзь · f1 белая ладья · g1 белый король | a8 чёрная ладья · c8 чёрный слон · d8 чёрный ферзь · f8 чёрная ладья · g8 чёрный король · a7 чёрная пешка · b7 чёрная пешка · c7 чёрная пешка · d7 чёрный конь · e7 чёрный конь · g7 чёрная пешка · h7 чёрная пешка · d6 чёрная пешка · d5 белая пешка · c4 белая пешка · e4 белая пешка · f4 чёрная пешка · d3 белый конь · f3 белый конь · a2 белая пешка · b2 белая пешка · f2 белая пешка · g2 белый слон · h2 белая пешка · a1 белая ладья · d1 белый ферзь · f1 белая ладья · g1 белый король | 8 |
| 7 | a8 чёрная ладья · c8 чёрный слон · d8 чёрный ферзь · f8 чёрная ладья · g8 чёрный король · a7 чёрная пешка · b7 чёрная пешка · c7 чёрная пешка · d7 чёрный конь · e7 чёрный конь · g7 чёрная пешка · h7 чёрная пешка · d6 чёрная пешка · d5 белая пешка · c4 белая пешка · e4 белая пешка · f4 чёрная пешка · d3 белый конь · f3 белый конь · a2 белая пешка · b2 белая пешка · f2 белая пешка · g2 белый слон · h2 белая пешка · a1 белая ладья · d1 белый ферзь · f1 белая ладья · g1 белый король | a8 чёрная ладья · c8 чёрный слон · d8 чёрный ферзь · f8 чёрная ладья · g8 чёрный король · a7 чёрная пешка · b7 чёрная пешка · c7 чёрная пешка · d7 чёрный конь · e7 чёрный конь · g7 чёрная пешка · h7 чёрная пешка · d6 чёрная пешка · d5 белая пешка · c4 белая пешка · e4 белая пешка · f4 чёрная пешка · d3 белый конь · f3 белый конь · a2 белая пешка · b2 белая пешка · f2 белая пешка · g2 белый слон · h2 белая пешка · a1 белая ладья · d1 белый ферзь · f1 белая ладья · g1 белый король | a8 чёрная ладья · c8 чёрный слон · d8 чёрный ферзь · f8 чёрная ладья · g8 чёрный король · a7 чёрная пешка · b7 чёрная пешка · c7 чёрная пешка · d7 чёрный конь · e7 чёрный конь · g7 чёрная пешка · h7 чёрная пешка · d6 чёрная пешка · d5 белая пешка · c4 белая пешка · e4 белая пешка · f4 чёрная пешка · d3 белый конь · f3 белый конь · a2 белая пешка · b2 белая пешка · f2 белая пешка · g2 белый слон · h2 белая пешка · a1 белая ладья · d1 белый ферзь · f1 белая ладья · g1 белый король | a8 чёрная ладья · c8 чёрный слон · d8 чёрный ферзь · f8 чёрная ладья · g8 чёрный король · a7 чёрная пешка · b7 чёрная пешка · c7 чёрная пешка · d7 чёрный конь · e7 чёрный конь · g7 чёрная пешка · h7 чёрная пешка · d6 чёрная пешка · d5 белая пешка · c4 белая пешка · e4 белая пешка · f4 чёрная пешка · d3 белый конь · f3 белый конь · a2 белая пешка · b2 белая пешка · f2 белая пешка · g2 белый слон · h2 белая пешка · a1 белая ладья · d1 белый ферзь · f1 белая ладья · g1 белый король | a8 чёрная ладья · c8 чёрный слон · d8 чёрный ферзь · f8 чёрная ладья · g8 чёрный король · a7 чёрная пешка · b7 чёрная пешка · c7 чёрная пешка · d7 чёрный конь · e7 чёрный конь · g7 чёрная пешка · h7 чёрная пешка · d6 чёрная пешка · d5 белая пешка · c4 белая пешка · e4 белая пешка · f4 чёрная пешка · d3 белый конь · f3 белый конь · a2 белая пешка · b2 белая пешка · f2 белая пешка · g2 белый слон · h2 белая пешка · a1 белая ладья · d1 белый ферзь · f1 белая ладья · g1 белый король | a8 чёрная ладья · c8 чёрный слон · d8 чёрный ферзь · f8 чёрная ладья · g8 чёрный король · a7 чёрная пешка · b7 чёрная пешка · c7 чёрная пешка · d7 чёрный конь · e7 чёрный конь · g7 чёрная пешка · h7 чёрная пешка · d6 чёрная пешка · d5 белая пешка · c4 белая пешка · e4 белая пешка · f4 чёрная пешка · d3 белый конь · f3 белый конь · a2 белая пешка · b2 белая пешка · f2 белая пешка · g2 белый слон · h2 белая пешка · a1 белая ладья · d1 белый ферзь · f1 белая ладья · g1 белый король | a8 чёрная ладья · c8 чёрный слон · d8 чёрный ферзь · f8 чёрная ладья · g8 чёрный король · a7 чёрная пешка · b7 чёрная пешка · c7 чёрная пешка · d7 чёрный конь · e7 чёрный конь · g7 чёрная пешка · h7 чёрная пешка · d6 чёрная пешка · d5 белая пешка · c4 белая пешка · e4 белая пешка · f4 чёрная пешка · d3 белый конь · f3 белый конь · a2 белая пешка · b2 белая пешка · f2 белая пешка · g2 белый слон · h2 белая пешка · a1 белая ладья · d1 белый ферзь · f1 белая ладья · g1 белый король | a8 чёрная ладья · c8 чёрный слон · d8 чёрный ферзь · f8 чёрная ладья · g8 чёрный король · a7 чёрная пешка · b7 чёрная пешка · c7 чёрная пешка · d7 чёрный конь · e7 чёрный конь · g7 чёрная пешка · h7 чёрная пешка · d6 чёрная пешка · d5 белая пешка · c4 белая пешка · e4 белая пешка · f4 чёрная пешка · d3 белый конь · f3 белый конь · a2 белая пешка · b2 белая пешка · f2 белая пешка · g2 белый слон · h2 белая пешка · a1 белая ладья · d1 белый ферзь · f1 белая ладья · g1 белый король | 7 |
| 6 | a8 чёрная ладья · c8 чёрный слон · d8 чёрный ферзь · f8 чёрная ладья · g8 чёрный король · a7 чёрная пешка · b7 чёрная пешка · c7 чёрная пешка · d7 чёрный конь · e7 чёрный конь · g7 чёрная пешка · h7 чёрная пешка · d6 чёрная пешка · d5 белая пешка · c4 белая пешка · e4 белая пешка · f4 чёрная пешка · d3 белый конь · f3 белый конь · a2 белая пешка · b2 белая пешка · f2 белая пешка · g2 белый слон · h2 белая пешка · a1 белая ладья · d1 белый ферзь · f1 белая ладья · g1 белый король | a8 чёрная ладья · c8 чёрный слон · d8 чёрный ферзь · f8 чёрная ладья · g8 чёрный король · a7 чёрная пешка · b7 чёрная пешка · c7 чёрная пешка · d7 чёрный конь · e7 чёрный конь · g7 чёрная пешка · h7 чёрная пешка · d6 чёрная пешка · d5 белая пешка · c4 белая пешка · e4 белая пешка · f4 чёрная пешка · d3 белый конь · f3 белый конь · a2 белая пешка · b2 белая пешка · f2 белая пешка · g2 белый слон · h2 белая пешка · a1 белая ладья · d1 белый ферзь · f1 белая ладья · g1 белый король | a8 чёрная ладья · c8 чёрный слон · d8 чёрный ферзь · f8 чёрная ладья · g8 чёрный король · a7 чёрная пешка · b7 чёрная пешка · c7 чёрная пешка · d7 чёрный конь · e7 чёрный конь · g7 чёрная пешка · h7 чёрная пешка · d6 чёрная пешка · d5 белая пешка · c4 белая пешка · e4 белая пешка · f4 чёрная пешка · d3 белый конь · f3 белый конь · a2 белая пешка · b2 белая пешка · f2 белая пешка · g2 белый слон · h2 белая пешка · a1 белая ладья · d1 белый ферзь · f1 белая ладья · g1 белый король | a8 чёрная ладья · c8 чёрный слон · d8 чёрный ферзь · f8 чёрная ладья · g8 чёрный король · a7 чёрная пешка · b7 чёрная пешка · c7 чёрная пешка · d7 чёрный конь · e7 чёрный конь · g7 чёрная пешка · h7 чёрная пешка · d6 чёрная пешка · d5 белая пешка · c4 белая пешка · e4 белая пешка · f4 чёрная пешка · d3 белый конь · f3 белый конь · a2 белая пешка · b2 белая пешка · f2 белая пешка · g2 белый слон · h2 белая пешка · a1 белая ладья · d1 белый ферзь · f1 белая ладья · g1 белый король | a8 чёрная ладья · c8 чёрный слон · d8 чёрный ферзь · f8 чёрная ладья · g8 чёрный король · a7 чёрная пешка · b7 чёрная пешка · c7 чёрная пешка · d7 чёрный конь · e7 чёрный конь · g7 чёрная пешка · h7 чёрная пешка · d6 чёрная пешка · d5 белая пешка · c4 белая пешка · e4 белая пешка · f4 чёрная пешка · d3 белый конь · f3 белый конь · a2 белая пешка · b2 белая пешка · f2 белая пешка · g2 белый слон · h2 белая пешка · a1 белая ладья · d1 белый ферзь · f1 белая ладья · g1 белый король | a8 чёрная ладья · c8 чёрный слон · d8 чёрный ферзь · f8 чёрная ладья · g8 чёрный король · a7 чёрная пешка · b7 чёрная пешка · c7 чёрная пешка · d7 чёрный конь · e7 чёрный конь · g7 чёрная пешка · h7 чёрная пешка · d6 чёрная пешка · d5 белая пешка · c4 белая пешка · e4 белая пешка · f4 чёрная пешка · d3 белый конь · f3 белый конь · a2 белая пешка · b2 белая пешка · f2 белая пешка · g2 белый слон · h2 белая пешка · a1 белая ладья · d1 белый ферзь · f1 белая ладья · g1 белый король | a8 чёрная ладья · c8 чёрный слон · d8 чёрный ферзь · f8 чёрная ладья · g8 чёрный король · a7 чёрная пешка · b7 чёрная пешка · c7 чёрная пешка · d7 чёрный конь · e7 чёрный конь · g7 чёрная пешка · h7 чёрная пешка · d6 чёрная пешка · d5 белая пешка · c4 белая пешка · e4 белая пешка · f4 чёрная пешка · d3 белый конь · f3 белый конь · a2 белая пешка · b2 белая пешка · f2 белая пешка · g2 белый слон · h2 белая пешка · a1 белая ладья · d1 белый ферзь · f1 белая ладья · g1 белый король | a8 чёрная ладья · c8 чёрный слон · d8 чёрный ферзь · f8 чёрная ладья · g8 чёрный король · a7 чёрная пешка · b7 чёрная пешка · c7 чёрная пешка · d7 чёрный конь · e7 чёрный конь · g7 чёрная пешка · h7 чёрная пешка · d6 чёрная пешка · d5 белая пешка · c4 белая пешка · e4 белая пешка · f4 чёрная пешка · d3 белый конь · f3 белый конь · a2 белая пешка · b2 белая пешка · f2 белая пешка · g2 белый слон · h2 белая пешка · a1 белая ладья · d1 белый ферзь · f1 белая ладья · g1 белый король | 6 |
| 5 | a8 чёрная ладья · c8 чёрный слон · d8 чёрный ферзь · f8 чёрная ладья · g8 чёрный король · a7 чёрная пешка · b7 чёрная пешка · c7 чёрная пешка · d7 чёрный конь · e7 чёрный конь · g7 чёрная пешка · h7 чёрная пешка · d6 чёрная пешка · d5 белая пешка · c4 белая пешка · e4 белая пешка · f4 чёрная пешка · d3 белый конь · f3 белый конь · a2 белая пешка · b2 белая пешка · f2 белая пешка · g2 белый слон · h2 белая пешка · a1 белая ладья · d1 белый ферзь · f1 белая ладья · g1 белый король | a8 чёрная ладья · c8 чёрный слон · d8 чёрный ферзь · f8 чёрная ладья · g8 чёрный король · a7 чёрная пешка · b7 чёрная пешка · c7 чёрная пешка · d7 чёрный конь · e7 чёрный конь · g7 чёрная пешка · h7 чёрная пешка · d6 чёрная пешка · d5 белая пешка · c4 белая пешка · e4 белая пешка · f4 чёрная пешка · d3 белый конь · f3 белый конь · a2 белая пешка · b2 белая пешка · f2 белая пешка · g2 белый слон · h2 белая пешка · a1 белая ладья · d1 белый ферзь · f1 белая ладья · g1 белый король | a8 чёрная ладья · c8 чёрный слон · d8 чёрный ферзь · f8 чёрная ладья · g8 чёрный король · a7 чёрная пешка · b7 чёрная пешка · c7 чёрная пешка · d7 чёрный конь · e7 чёрный конь · g7 чёрная пешка · h7 чёрная пешка · d6 чёрная пешка · d5 белая пешка · c4 белая пешка · e4 белая пешка · f4 чёрная пешка · d3 белый конь · f3 белый конь · a2 белая пешка · b2 белая пешка · f2 белая пешка · g2 белый слон · h2 белая пешка · a1 белая ладья · d1 белый ферзь · f1 белая ладья · g1 белый король | a8 чёрная ладья · c8 чёрный слон · d8 чёрный ферзь · f8 чёрная ладья · g8 чёрный король · a7 чёрная пешка · b7 чёрная пешка · c7 чёрная пешка · d7 чёрный конь · e7 чёрный конь · g7 чёрная пешка · h7 чёрная пешка · d6 чёрная пешка · d5 белая пешка · c4 белая пешка · e4 белая пешка · f4 чёрная пешка · d3 белый конь · f3 белый конь · a2 белая пешка · b2 белая пешка · f2 белая пешка · g2 белый слон · h2 белая пешка · a1 белая ладья · d1 белый ферзь · f1 белая ладья · g1 белый король | a8 чёрная ладья · c8 чёрный слон · d8 чёрный ферзь · f8 чёрная ладья · g8 чёрный король · a7 чёрная пешка · b7 чёрная пешка · c7 чёрная пешка · d7 чёрный конь · e7 чёрный конь · g7 чёрная пешка · h7 чёрная пешка · d6 чёрная пешка · d5 белая пешка · c4 белая пешка · e4 белая пешка · f4 чёрная пешка · d3 белый конь · f3 белый конь · a2 белая пешка · b2 белая пешка · f2 белая пешка · g2 белый слон · h2 белая пешка · a1 белая ладья · d1 белый ферзь · f1 белая ладья · g1 белый король | a8 чёрная ладья · c8 чёрный слон · d8 чёрный ферзь · f8 чёрная ладья · g8 чёрный король · a7 чёрная пешка · b7 чёрная пешка · c7 чёрная пешка · d7 чёрный конь · e7 чёрный конь · g7 чёрная пешка · h7 чёрная пешка · d6 чёрная пешка · d5 белая пешка · c4 белая пешка · e4 белая пешка · f4 чёрная пешка · d3 белый конь · f3 белый конь · a2 белая пешка · b2 белая пешка · f2 белая пешка · g2 белый слон · h2 белая пешка · a1 белая ладья · d1 белый ферзь · f1 белая ладья · g1 белый король | a8 чёрная ладья · c8 чёрный слон · d8 чёрный ферзь · f8 чёрная ладья · g8 чёрный король · a7 чёрная пешка · b7 чёрная пешка · c7 чёрная пешка · d7 чёрный конь · e7 чёрный конь · g7 чёрная пешка · h7 чёрная пешка · d6 чёрная пешка · d5 белая пешка · c4 белая пешка · e4 белая пешка · f4 чёрная пешка · d3 белый конь · f3 белый конь · a2 белая пешка · b2 белая пешка · f2 белая пешка · g2 белый слон · h2 белая пешка · a1 белая ладья · d1 белый ферзь · f1 белая ладья · g1 белый король | a8 чёрная ладья · c8 чёрный слон · d8 чёрный ферзь · f8 чёрная ладья · g8 чёрный король · a7 чёрная пешка · b7 чёрная пешка · c7 чёрная пешка · d7 чёрный конь · e7 чёрный конь · g7 чёрная пешка · h7 чёрная пешка · d6 чёрная пешка · d5 белая пешка · c4 белая пешка · e4 белая пешка · f4 чёрная пешка · d3 белый конь · f3 белый конь · a2 белая пешка · b2 белая пешка · f2 белая пешка · g2 белый слон · h2 белая пешка · a1 белая ладья · d1 белый ферзь · f1 белая ладья · g1 белый король | 5 |
| 4 | a8 чёрная ладья · c8 чёрный слон · d8 чёрный ферзь · f8 чёрная ладья · g8 чёрный король · a7 чёрная пешка · b7 чёрная пешка · c7 чёрная пешка · d7 чёрный конь · e7 чёрный конь · g7 чёрная пешка · h7 чёрная пешка · d6 чёрная пешка · d5 белая пешка · c4 белая пешка · e4 белая пешка · f4 чёрная пешка · d3 белый конь · f3 белый конь · a2 белая пешка · b2 белая пешка · f2 белая пешка · g2 белый слон · h2 белая пешка · a1 белая ладья · d1 белый ферзь · f1 белая ладья · g1 белый король | a8 чёрная ладья · c8 чёрный слон · d8 чёрный ферзь · f8 чёрная ладья · g8 чёрный король · a7 чёрная пешка · b7 чёрная пешка · c7 чёрная пешка · d7 чёрный конь · e7 чёрный конь · g7 чёрная пешка · h7 чёрная пешка · d6 чёрная пешка · d5 белая пешка · c4 белая пешка · e4 белая пешка · f4 чёрная пешка · d3 белый конь · f3 белый конь · a2 белая пешка · b2 белая пешка · f2 белая пешка · g2 белый слон · h2 белая пешка · a1 белая ладья · d1 белый ферзь · f1 белая ладья · g1 белый король | a8 чёрная ладья · c8 чёрный слон · d8 чёрный ферзь · f8 чёрная ладья · g8 чёрный король · a7 чёрная пешка · b7 чёрная пешка · c7 чёрная пешка · d7 чёрный конь · e7 чёрный конь · g7 чёрная пешка · h7 чёрная пешка · d6 чёрная пешка · d5 белая пешка · c4 белая пешка · e4 белая пешка · f4 чёрная пешка · d3 белый конь · f3 белый конь · a2 белая пешка · b2 белая пешка · f2 белая пешка · g2 белый слон · h2 белая пешка · a1 белая ладья · d1 белый ферзь · f1 белая ладья · g1 белый король | a8 чёрная ладья · c8 чёрный слон · d8 чёрный ферзь · f8 чёрная ладья · g8 чёрный король · a7 чёрная пешка · b7 чёрная пешка · c7 чёрная пешка · d7 чёрный конь · e7 чёрный конь · g7 чёрная пешка · h7 чёрная пешка · d6 чёрная пешка · d5 белая пешка · c4 белая пешка · e4 белая пешка · f4 чёрная пешка · d3 белый конь · f3 белый конь · a2 белая пешка · b2 белая пешка · f2 белая пешка · g2 белый слон · h2 белая пешка · a1 белая ладья · d1 белый ферзь · f1 белая ладья · g1 белый король | a8 чёрная ладья · c8 чёрный слон · d8 чёрный ферзь · f8 чёрная ладья · g8 чёрный король · a7 чёрная пешка · b7 чёрная пешка · c7 чёрная пешка · d7 чёрный конь · e7 чёрный конь · g7 чёрная пешка · h7 чёрная пешка · d6 чёрная пешка · d5 белая пешка · c4 белая пешка · e4 белая пешка · f4 чёрная пешка · d3 белый конь · f3 белый конь · a2 белая пешка · b2 белая пешка · f2 белая пешка · g2 белый слон · h2 белая пешка · a1 белая ладья · d1 белый ферзь · f1 белая ладья · g1 белый король | a8 чёрная ладья · c8 чёрный слон · d8 чёрный ферзь · f8 чёрная ладья · g8 чёрный король · a7 чёрная пешка · b7 чёрная пешка · c7 чёрная пешка · d7 чёрный конь · e7 чёрный конь · g7 чёрная пешка · h7 чёрная пешка · d6 чёрная пешка · d5 белая пешка · c4 белая пешка · e4 белая пешка · f4 чёрная пешка · d3 белый конь · f3 белый конь · a2 белая пешка · b2 белая пешка · f2 белая пешка · g2 белый слон · h2 белая пешка · a1 белая ладья · d1 белый ферзь · f1 белая ладья · g1 белый король | a8 чёрная ладья · c8 чёрный слон · d8 чёрный ферзь · f8 чёрная ладья · g8 чёрный король · a7 чёрная пешка · b7 чёрная пешка · c7 чёрная пешка · d7 чёрный конь · e7 чёрный конь · g7 чёрная пешка · h7 чёрная пешка · d6 чёрная пешка · d5 белая пешка · c4 белая пешка · e4 белая пешка · f4 чёрная пешка · d3 белый конь · f3 белый конь · a2 белая пешка · b2 белая пешка · f2 белая пешка · g2 белый слон · h2 белая пешка · a1 белая ладья · d1 белый ферзь · f1 белая ладья · g1 белый король | a8 чёрная ладья · c8 чёрный слон · d8 чёрный ферзь · f8 чёрная ладья · g8 чёрный король · a7 чёрная пешка · b7 чёрная пешка · c7 чёрная пешка · d7 чёрный конь · e7 чёрный конь · g7 чёрная пешка · h7 чёрная пешка · d6 чёрная пешка · d5 белая пешка · c4 белая пешка · e4 белая пешка · f4 чёрная пешка · d3 белый конь · f3 белый конь · a2 белая пешка · b2 белая пешка · f2 белая пешка · g2 белый слон · h2 белая пешка · a1 белая ладья · d1 белый ферзь · f1 белая ладья · g1 белый король | 4 |
| 3 | a8 чёрная ладья · c8 чёрный слон · d8 чёрный ферзь · f8 чёрная ладья · g8 чёрный король · a7 чёрная пешка · b7 чёрная пешка · c7 чёрная пешка · d7 чёрный конь · e7 чёрный конь · g7 чёрная пешка · h7 чёрная пешка · d6 чёрная пешка · d5 белая пешка · c4 белая пешка · e4 белая пешка · f4 чёрная пешка · d3 белый конь · f3 белый конь · a2 белая пешка · b2 белая пешка · f2 белая пешка · g2 белый слон · h2 белая пешка · a1 белая ладья · d1 белый ферзь · f1 белая ладья · g1 белый король | a8 чёрная ладья · c8 чёрный слон · d8 чёрный ферзь · f8 чёрная ладья · g8 чёрный король · a7 чёрная пешка · b7 чёрная пешка · c7 чёрная пешка · d7 чёрный конь · e7 чёрный конь · g7 чёрная пешка · h7 чёрная пешка · d6 чёрная пешка · d5 белая пешка · c4 белая пешка · e4 белая пешка · f4 чёрная пешка · d3 белый конь · f3 белый конь · a2 белая пешка · b2 белая пешка · f2 белая пешка · g2 белый слон · h2 белая пешка · a1 белая ладья · d1 белый ферзь · f1 белая ладья · g1 белый король | a8 чёрная ладья · c8 чёрный слон · d8 чёрный ферзь · f8 чёрная ладья · g8 чёрный король · a7 чёрная пешка · b7 чёрная пешка · c7 чёрная пешка · d7 чёрный конь · e7 чёрный конь · g7 чёрная пешка · h7 чёрная пешка · d6 чёрная пешка · d5 белая пешка · c4 белая пешка · e4 белая пешка · f4 чёрная пешка · d3 белый конь · f3 белый конь · a2 белая пешка · b2 белая пешка · f2 белая пешка · g2 белый слон · h2 белая пешка · a1 белая ладья · d1 белый ферзь · f1 белая ладья · g1 белый король | a8 чёрная ладья · c8 чёрный слон · d8 чёрный ферзь · f8 чёрная ладья · g8 чёрный король · a7 чёрная пешка · b7 чёрная пешка · c7 чёрная пешка · d7 чёрный конь · e7 чёрный конь · g7 чёрная пешка · h7 чёрная пешка · d6 чёрная пешка · d5 белая пешка · c4 белая пешка · e4 белая пешка · f4 чёрная пешка · d3 белый конь · f3 белый конь · a2 белая пешка · b2 белая пешка · f2 белая пешка · g2 белый слон · h2 белая пешка · a1 белая ладья · d1 белый ферзь · f1 белая ладья · g1 белый король | a8 чёрная ладья · c8 чёрный слон · d8 чёрный ферзь · f8 чёрная ладья · g8 чёрный король · a7 чёрная пешка · b7 чёрная пешка · c7 чёрная пешка · d7 чёрный конь · e7 чёрный конь · g7 чёрная пешка · h7 чёрная пешка · d6 чёрная пешка · d5 белая пешка · c4 белая пешка · e4 белая пешка · f4 чёрная пешка · d3 белый конь · f3 белый конь · a2 белая пешка · b2 белая пешка · f2 белая пешка · g2 белый слон · h2 белая пешка · a1 белая ладья · d1 белый ферзь · f1 белая ладья · g1 белый король | a8 чёрная ладья · c8 чёрный слон · d8 чёрный ферзь · f8 чёрная ладья · g8 чёрный король · a7 чёрная пешка · b7 чёрная пешка · c7 чёрная пешка · d7 чёрный конь · e7 чёрный конь · g7 чёрная пешка · h7 чёрная пешка · d6 чёрная пешка · d5 белая пешка · c4 белая пешка · e4 белая пешка · f4 чёрная пешка · d3 белый конь · f3 белый конь · a2 белая пешка · b2 белая пешка · f2 белая пешка · g2 белый слон · h2 белая пешка · a1 белая ладья · d1 белый ферзь · f1 белая ладья · g1 белый король | a8 чёрная ладья · c8 чёрный слон · d8 чёрный ферзь · f8 чёрная ладья · g8 чёрный король · a7 чёрная пешка · b7 чёрная пешка · c7 чёрная пешка · d7 чёрный конь · e7 чёрный конь · g7 чёрная пешка · h7 чёрная пешка · d6 чёрная пешка · d5 белая пешка · c4 белая пешка · e4 белая пешка · f4 чёрная пешка · d3 белый конь · f3 белый конь · a2 белая пешка · b2 белая пешка · f2 белая пешка · g2 белый слон · h2 белая пешка · a1 белая ладья · d1 белый ферзь · f1 белая ладья · g1 белый король | a8 чёрная ладья · c8 чёрный слон · d8 чёрный ферзь · f8 чёрная ладья · g8 чёрный король · a7 чёрная пешка · b7 чёрная пешка · c7 чёрная пешка · d7 чёрный конь · e7 чёрный конь · g7 чёрная пешка · h7 чёрная пешка · d6 чёрная пешка · d5 белая пешка · c4 белая пешка · e4 белая пешка · f4 чёрная пешка · d3 белый конь · f3 белый конь · a2 белая пешка · b2 белая пешка · f2 белая пешка · g2 белый слон · h2 белая пешка · a1 белая ладья · d1 белый ферзь · f1 белая ладья · g1 белый король | 3 |
| 2 | a8 чёрная ладья · c8 чёрный слон · d8 чёрный ферзь · f8 чёрная ладья · g8 чёрный король · a7 чёрная пешка · b7 чёрная пешка · c7 чёрная пешка · d7 чёрный конь · e7 чёрный конь · g7 чёрная пешка · h7 чёрная пешка · d6 чёрная пешка · d5 белая пешка · c4 белая пешка · e4 белая пешка · f4 чёрная пешка · d3 белый конь · f3 белый конь · a2 белая пешка · b2 белая пешка · f2 белая пешка · g2 белый слон · h2 белая пешка · a1 белая ладья · d1 белый ферзь · f1 белая ладья · g1 белый король | a8 чёрная ладья · c8 чёрный слон · d8 чёрный ферзь · f8 чёрная ладья · g8 чёрный король · a7 чёрная пешка · b7 чёрная пешка · c7 чёрная пешка · d7 чёрный конь · e7 чёрный конь · g7 чёрная пешка · h7 чёрная пешка · d6 чёрная пешка · d5 белая пешка · c4 белая пешка · e4 белая пешка · f4 чёрная пешка · d3 белый конь · f3 белый конь · a2 белая пешка · b2 белая пешка · f2 белая пешка · g2 белый слон · h2 белая пешка · a1 белая ладья · d1 белый ферзь · f1 белая ладья · g1 белый король | a8 чёрная ладья · c8 чёрный слон · d8 чёрный ферзь · f8 чёрная ладья · g8 чёрный король · a7 чёрная пешка · b7 чёрная пешка · c7 чёрная пешка · d7 чёрный конь · e7 чёрный конь · g7 чёрная пешка · h7 чёрная пешка · d6 чёрная пешка · d5 белая пешка · c4 белая пешка · e4 белая пешка · f4 чёрная пешка · d3 белый конь · f3 белый конь · a2 белая пешка · b2 белая пешка · f2 белая пешка · g2 белый слон · h2 белая пешка · a1 белая ладья · d1 белый ферзь · f1 белая ладья · g1 белый король | a8 чёрная ладья · c8 чёрный слон · d8 чёрный ферзь · f8 чёрная ладья · g8 чёрный король · a7 чёрная пешка · b7 чёрная пешка · c7 чёрная пешка · d7 чёрный конь · e7 чёрный конь · g7 чёрная пешка · h7 чёрная пешка · d6 чёрная пешка · d5 белая пешка · c4 белая пешка · e4 белая пешка · f4 чёрная пешка · d3 белый конь · f3 белый конь · a2 белая пешка · b2 белая пешка · f2 белая пешка · g2 белый слон · h2 белая пешка · a1 белая ладья · d1 белый ферзь · f1 белая ладья · g1 белый король | a8 чёрная ладья · c8 чёрный слон · d8 чёрный ферзь · f8 чёрная ладья · g8 чёрный король · a7 чёрная пешка · b7 чёрная пешка · c7 чёрная пешка · d7 чёрный конь · e7 чёрный конь · g7 чёрная пешка · h7 чёрная пешка · d6 чёрная пешка · d5 белая пешка · c4 белая пешка · e4 белая пешка · f4 чёрная пешка · d3 белый конь · f3 белый конь · a2 белая пешка · b2 белая пешка · f2 белая пешка · g2 белый слон · h2 белая пешка · a1 белая ладья · d1 белый ферзь · f1 белая ладья · g1 белый король | a8 чёрная ладья · c8 чёрный слон · d8 чёрный ферзь · f8 чёрная ладья · g8 чёрный король · a7 чёрная пешка · b7 чёрная пешка · c7 чёрная пешка · d7 чёрный конь · e7 чёрный конь · g7 чёрная пешка · h7 чёрная пешка · d6 чёрная пешка · d5 белая пешка · c4 белая пешка · e4 белая пешка · f4 чёрная пешка · d3 белый конь · f3 белый конь · a2 белая пешка · b2 белая пешка · f2 белая пешка · g2 белый слон · h2 белая пешка · a1 белая ладья · d1 белый ферзь · f1 белая ладья · g1 белый король | a8 чёрная ладья · c8 чёрный слон · d8 чёрный ферзь · f8 чёрная ладья · g8 чёрный король · a7 чёрная пешка · b7 чёрная пешка · c7 чёрная пешка · d7 чёрный конь · e7 чёрный конь · g7 чёрная пешка · h7 чёрная пешка · d6 чёрная пешка · d5 белая пешка · c4 белая пешка · e4 белая пешка · f4 чёрная пешка · d3 белый конь · f3 белый конь · a2 белая пешка · b2 белая пешка · f2 белая пешка · g2 белый слон · h2 белая пешка · a1 белая ладья · d1 белый ферзь · f1 белая ладья · g1 белый король | a8 чёрная ладья · c8 чёрный слон · d8 чёрный ферзь · f8 чёрная ладья · g8 чёрный король · a7 чёрная пешка · b7 чёрная пешка · c7 чёрная пешка · d7 чёрный конь · e7 чёрный конь · g7 чёрная пешка · h7 чёрная пешка · d6 чёрная пешка · d5 белая пешка · c4 белая пешка · e4 белая пешка · f4 чёрная пешка · d3 белый конь · f3 белый конь · a2 белая пешка · b2 белая пешка · f2 белая пешка · g2 белый слон · h2 белая пешка · a1 белая ладья · d1 белый ферзь · f1 белая ладья · g1 белый король | 2 |
| 1 | a8 чёрная ладья · c8 чёрный слон · d8 чёрный ферзь · f8 чёрная ладья · g8 чёрный король · a7 чёрная пешка · b7 чёрная пешка · c7 чёрная пешка · d7 чёрный конь · e7 чёрный конь · g7 чёрная пешка · h7 чёрная пешка · d6 чёрная пешка · d5 белая пешка · c4 белая пешка · e4 белая пешка · f4 чёрная пешка · d3 белый конь · f3 белый конь · a2 белая пешка · b2 белая пешка · f2 белая пешка · g2 белый слон · h2 белая пешка · a1 белая ладья · d1 белый ферзь · f1 белая ладья · g1 белый король | a8 чёрная ладья · c8 чёрный слон · d8 чёрный ферзь · f8 чёрная ладья · g8 чёрный король · a7 чёрная пешка · b7 чёрная пешка · c7 чёрная пешка · d7 чёрный конь · e7 чёрный конь · g7 чёрная пешка · h7 чёрная пешка · d6 чёрная пешка · d5 белая пешка · c4 белая пешка · e4 белая пешка · f4 чёрная пешка · d3 белый конь · f3 белый конь · a2 белая пешка · b2 белая пешка · f2 белая пешка · g2 белый слон · h2 белая пешка · a1 белая ладья · d1 белый ферзь · f1 белая ладья · g1 белый король | a8 чёрная ладья · c8 чёрный слон · d8 чёрный ферзь · f8 чёрная ладья · g8 чёрный король · a7 чёрная пешка · b7 чёрная пешка · c7 чёрная пешка · d7 чёрный конь · e7 чёрный конь · g7 чёрная пешка · h7 чёрная пешка · d6 чёрная пешка · d5 белая пешка · c4 белая пешка · e4 белая пешка · f4 чёрная пешка · d3 белый конь · f3 белый конь · a2 белая пешка · b2 белая пешка · f2 белая пешка · g2 белый слон · h2 белая пешка · a1 белая ладья · d1 белый ферзь · f1 белая ладья · g1 белый король | a8 чёрная ладья · c8 чёрный слон · d8 чёрный ферзь · f8 чёрная ладья · g8 чёрный король · a7 чёрная пешка · b7 чёрная пешка · c7 чёрная пешка · d7 чёрный конь · e7 чёрный конь · g7 чёрная пешка · h7 чёрная пешка · d6 чёрная пешка · d5 белая пешка · c4 белая пешка · e4 белая пешка · f4 чёрная пешка · d3 белый конь · f3 белый конь · a2 белая пешка · b2 белая пешка · f2 белая пешка · g2 белый слон · h2 белая пешка · a1 белая ладья · d1 белый ферзь · f1 белая ладья · g1 белый король | a8 чёрная ладья · c8 чёрный слон · d8 чёрный ферзь · f8 чёрная ладья · g8 чёрный король · a7 чёрная пешка · b7 чёрная пешка · c7 чёрная пешка · d7 чёрный конь · e7 чёрный конь · g7 чёрная пешка · h7 чёрная пешка · d6 чёрная пешка · d5 белая пешка · c4 белая пешка · e4 белая пешка · f4 чёрная пешка · d3 белый конь · f3 белый конь · a2 белая пешка · b2 белая пешка · f2 белая пешка · g2 белый слон · h2 белая пешка · a1 белая ладья · d1 белый ферзь · f1 белая ладья · g1 белый король | a8 чёрная ладья · c8 чёрный слон · d8 чёрный ферзь · f8 чёрная ладья · g8 чёрный король · a7 чёрная пешка · b7 чёрная пешка · c7 чёрная пешка · d7 чёрный конь · e7 чёрный конь · g7 чёрная пешка · h7 чёрная пешка · d6 чёрная пешка · d5 белая пешка · c4 белая пешка · e4 белая пешка · f4 чёрная пешка · d3 белый конь · f3 белый конь · a2 белая пешка · b2 белая пешка · f2 белая пешка · g2 белый слон · h2 белая пешка · a1 белая ладья · d1 белый ферзь · f1 белая ладья · g1 белый король | a8 чёрная ладья · c8 чёрный слон · d8 чёрный ферзь · f8 чёрная ладья · g8 чёрный король · a7 чёрная пешка · b7 чёрная пешка · c7 чёрная пешка · d7 чёрный конь · e7 чёрный конь · g7 чёрная пешка · h7 чёрная пешка · d6 чёрная пешка · d5 белая пешка · c4 белая пешка · e4 белая пешка · f4 чёрная пешка · d3 белый конь · f3 белый конь · a2 белая пешка · b2 белая пешка · f2 белая пешка · g2 белый слон · h2 белая пешка · a1 белая ладья · d1 белый ферзь · f1 белая ладья · g1 белый король | a8 чёрная ладья · c8 чёрный слон · d8 чёрный ферзь · f8 чёрная ладья · g8 чёрный король · a7 чёрная пешка · b7 чёрная пешка · c7 чёрная пешка · d7 чёрный конь · e7 чёрный конь · g7 чёрная пешка · h7 чёрная пешка · d6 чёрная пешка · d5 белая пешка · c4 белая пешка · e4 белая пешка · f4 чёрная пешка · d3 белый конь · f3 белый конь · a2 белая пешка · b2 белая пешка · f2 белая пешка · g2 белый слон · h2 белая пешка · a1 белая ладья · d1 белый ферзь · f1 белая ладья · g1 белый король | 1 |
|   | a | b | c | d | e | f | g | h |   |

Слабость черных полей в центре ярко выражена. Левенфиш четко её использует, посылая на сильный пункт e5 все свои фигуры одну за одной:
1... Кg6! 2. Лс1 Фе7 3. Ле1 Ке5 4. К:е5 К:е5. Черные утвердили коня на слабом для соперника пункте.
5. f3. Белые ослабили еще одну группу черных полей. 
5... b6 6. К:е5 Ф:е5. На слабое для белых поле пришел ферзь, заняв доминирующее положение.
7. Фd2 Сd7 8. Фс3 Лfе8 9. Ф:е5 Л:e5 10. a3 a5 11. b3 Крf7!
В эндпшиле слабые поля позволяют черным быстро проникнуть королём в лагерь соперника, что и решает исход игры.
12. Крf2 Крf6 13. Кре2 Лh5 14. Лh1 Кре5! Сам король утвердился на слабом поле. Теперь черные только ждут удобного момента для проникновения королём в лагерь белых. Слабость черных полей для белых оказалась роковым фактором.
15. Крd3 h6 16. h3 Лg5 17. Лh2 Лg3 18. h4 Лg8 19. Кре2 g5 20. hg hg 21. Крf2 g4 22. Лh5+ Крd4. Критический момент настал — король врывается по слабым полям.
23. Лd1+ Крс3! 24. Лh7 gf 25. Сf1 Крс2 26. Лd3 Сh3 27. Л:f3 Л:f3 28. Кр:f3 С:f1. Белые сдались.

## Избавление от слабых полей
Известную задачу представляет проблема избавления от слабых пунктов, поскольку, как правило, это хронический дефект пешечной структуры и, вследствие маломобильности пешек, всей позиции. Избавление может быть достигнуто, к примеру, подводом к защите слабого пункта пешки с соседней вертикали путём взятия вражеской фигуры или пешки, либо усиленным фигурным контролем над слабым пунктом.